# Schloss Aichig

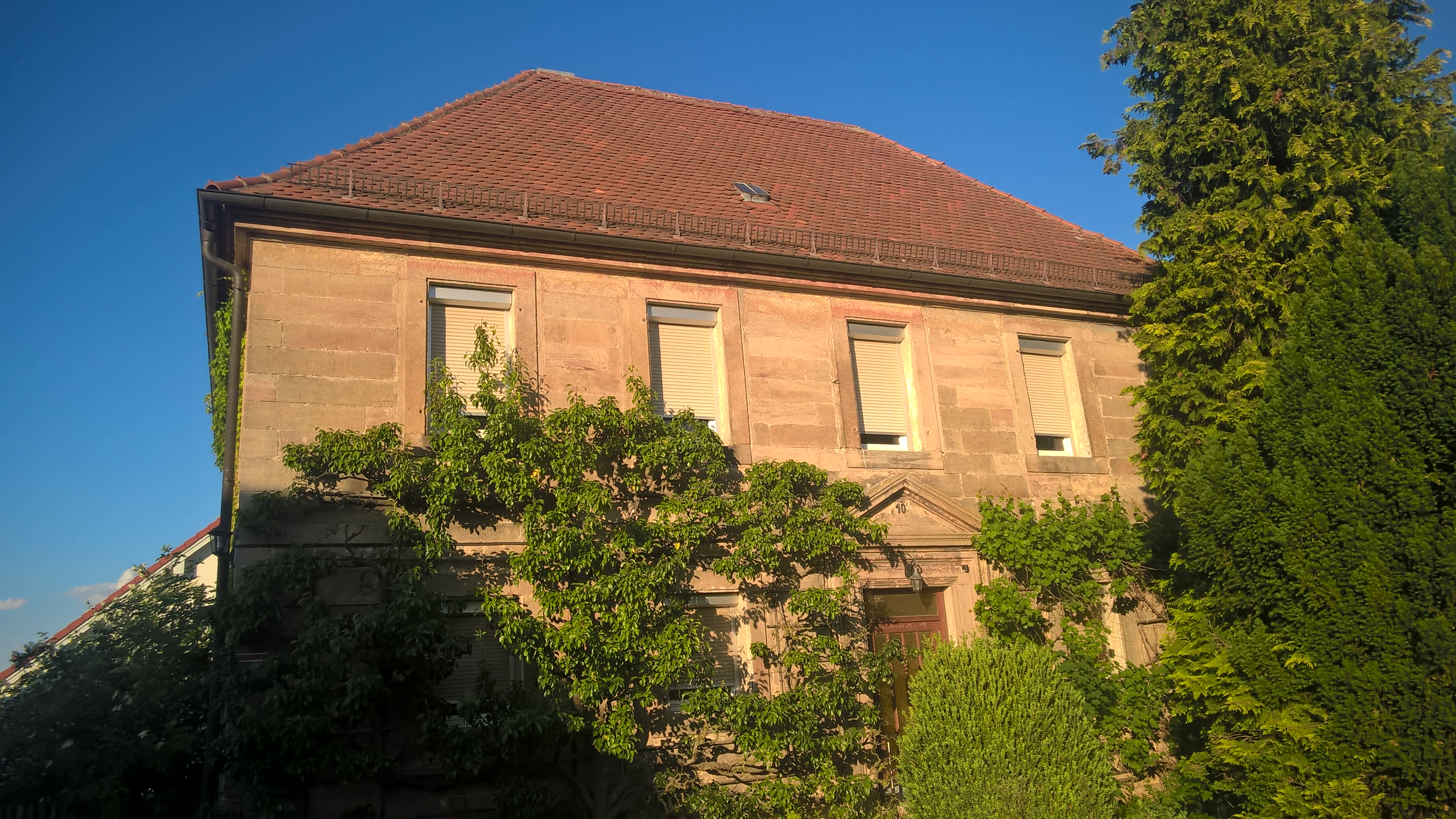
Schloss Aichig

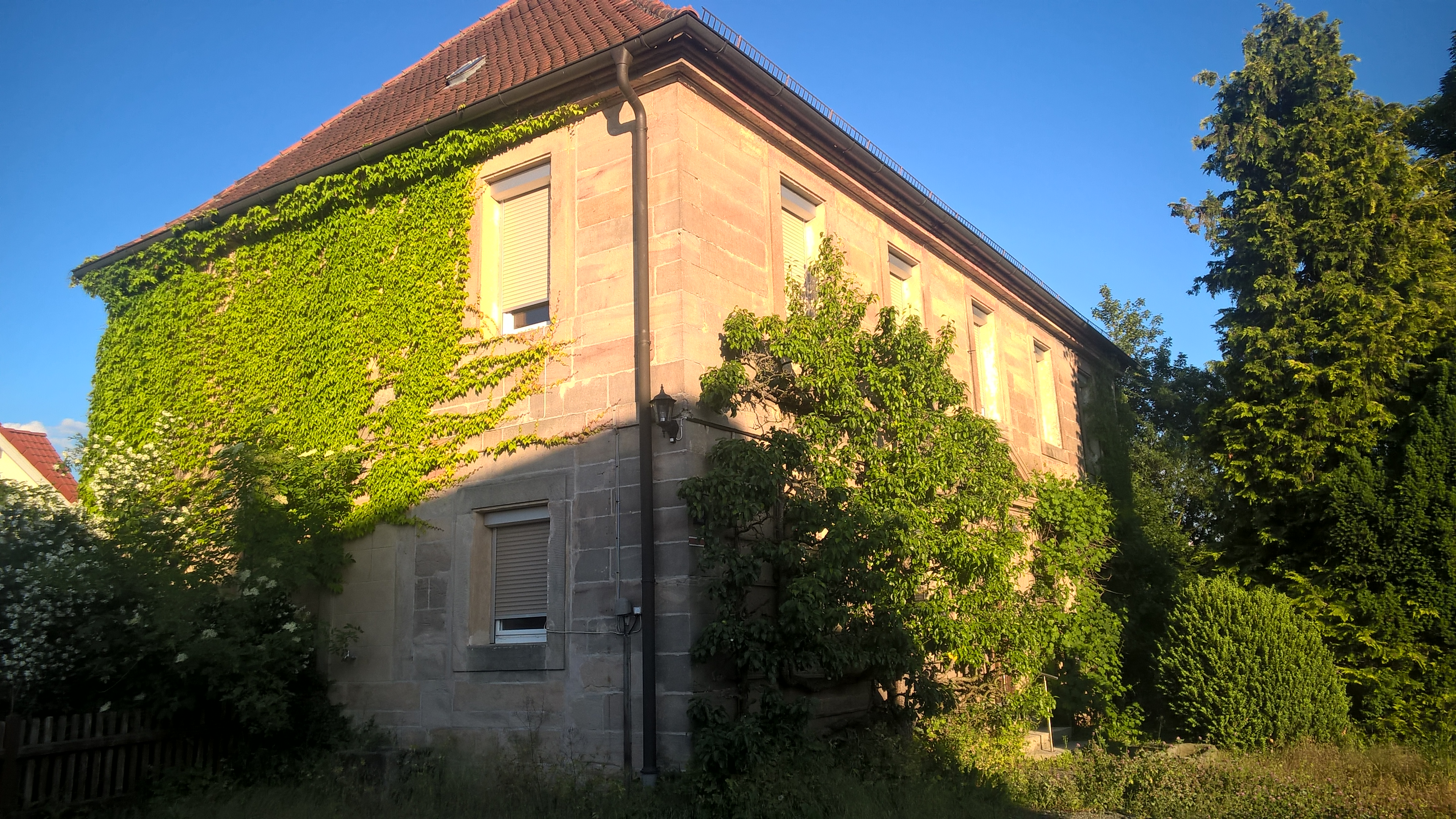
Schloss Aichig

Schloss Aichig ist ein ehemals herrschaftlicher Ansitz bzw. ein Jagdschlösschen aus dem Anfang des 18. Jahrhunderts im Stadtteil Aichig von Bayreuth im bayerischen Regierungsbezirk Oberfranken. Das Gebäude in der Polarstraße 10 steht unter der Nummer D-4-62-000-390 als Baudenkmal unter Schutz und wird heute als Wohnhaus genutzt.

## Baubeschreibung
Da Gebäude ist ein zweigeschossiger Sandsteinquaderbau von drei auf fünf Achsen mit einem Gurtgesims und flacher Fensterrahmung unter einem Walmdach. Die profilierte Portalrahmung führt im Dreiecksgiebel die Jahreszahl 1730 und die Initialen E.F.V.Ste. für Erdmann Freiherr von Stein, damaliger brandenburisch-kulmbacher Premierminister und Komtur des Johanniterordens. 
Unter einem großen Teil des Hauses befindet sich ein tiefer Felsenkeller, dessen Eingang über die imposante Treppe durch einen seitlichen Anbau verborgen und geschützt ist. Der Keller wurde bis zuletzt u. a. zur Brennstoff- und Lebensmittellagerung als Kartoffelkeller verwendet und ist im Originalzustand erhalten.

## Geschichte
Erdmann Freiherr von Stein lebte auf Schloss Birken und ließ daneben weitere repräsentative Gebäude wie Schloss Emtmannsberg und Schloss Aichig errichten. Nach dem Tod von Erdmann Freiherr von Stein im Jahre 1739 sind die Besitzverhältnisse nicht durchgehend belegt. Eigentümer war in der zweiten Hälfte des 18. Jahrhunderts Georg Friedrich Seiler. Im Jahr 1790 erwarb Kammerherr Freiherr von Völderndorf, der im gleichen Jahr auch Gut Grunau gekauft hatte, das Anwesen.
Erst mit dem Erwerb durch Johann Adam Vogel vom Jagdgehilfen Wilhelm Gränzer im Jahr 1863 für 5500 Gulden sind die Besitzverhältnisse lückenlos nachgewiesen. Auf den zum Schlösschen gehörigen Acker- und Grünlandflächen wird heute Landwirtschaft betrieben. Auf Johann Adam Vogel folgt dessen Sohn Friedrich Vogel und anschließend wiederum dessen Sohn Eberhard Vogel. Eberhards Tochter, Anneliese Vogel starb 2015 ledig und kinderlos.